# Liste de films français sortis en 1976
Listes de films français
- 1972
- 1973
- 1974
- 1975
- 1976
- 1977
- 1978
- 1979
- 1980

Liste non exhaustive de films français sortis en 1976

## 1976
| Titre                                   | Réalisateur                    | Distribution                                                       | Genre              |  |
| --------------------------------------- | ------------------------------ | ------------------------------------------------------------------ | ------------------ |  |
| L'Aile ou la Cuisse                     | Claude Zidi                    | Louis de Funès, Coluche                                            | Comédie            |  |
| L'Argent de poche                       | François Truffaut              | Jean-François Stévenin, Virginie Thévenet                          |                    |  |
| L'Assassin musicien                     | Benoît Jacquot                 | Anna Karina, Joël Bion                                             |                    |  |
| À nous les petites Anglaises            | Michel Lang                    | Rémi Laurent, Stéphane Hillel, Véronique Delbourg                  | Comédie romantique |  |
| Barocco                                 | André Téchiné                  | Gérard Depardieu, Isabelle Adjani                                  |                    |  |
| Calmos                                  | Bertrand Blier                 | Jean-Pierre Marielle, Jean Rochefort                               |                    |  |
| Le Choix                                | Jacques Faber                  | Claude Jade, Gilles Kohler                                         |                    |  |
| Le Corps de mon ennemi                  | Henri Verneuil                 | Jean-Paul Belmondo, Bernard Blier                                  |                    |  |
| Les Douze Travaux d'Astérix             | René Goscinny et Albert Uderzo | Roger Carel, Jacques Morel                                         | Animation          |  |
| Une femme à sa fenêtre                  | Pierre Granier-Deferre         | Romy Schneider, Philippe Noiret                                    | Drame              |  |
| Folies bourgeoises                      | Claude Chabrol                 | Bruce Dern, Stéphane Audran                                        |                    |  |
| F… comme Fairbanks                      | Maurice Dugowson               | Patrick Dewaere, Miou-Miou                                         |                    |  |
| Le Grand Escogriffe                     | Claude Pinoteau                | Yves Montand                                                       |                    |  |
| Le Jardin des Hespérides                | Jacques Robiolles              | Chantal Paley, Jacques Robiolles Marie-France, Stanislas Robiolles |                    |  |
| Je t'aime moi non plus                  | Serge Gainsbourg               | Jane Birkin                                                        |                    |  |
| Le Jouet                                | Francis Veber                  | Pierre Richard, Michel Bouquet                                     | Comédie            |  |
| Le Juge et l'Assassin                   | Bertrand Tavernier             | Philippe Noiret, Michel Galabru                                    | Drame              |  |
| Le Locataire                            | Roman Polanski                 | Roman Polanski, Isabelle Adjani                                    |                    |  |
| Lumière                                 | Jeanne Moreau                  | Jeanne Moreau ,Francine Racette                                    |                    |  |
| Le Plein de super                       | Alain Cavalier                 | Patrick Bouchitey, Nathalie Baye                                   | road movie         |  |
| Mado                                    | Claude Sautet                  | Michel Piccoli, Ottavia Piccolo                                    |                    |  |
| Les Magiciens                           | Claude Chabrol                 | Franco Nero, Stefania Sandrelli                                    |                    |  |
| La Marquise d'O...                      | Éric Rohmer                    | Edith Clever, Bruno Ganz                                           |                    |  |
| La Meilleure Façon de marcher           | Claude Miller                  | Patrick Dewaere, Patrick Bouchitey                                 |                    |  |
| Monsieur Klein                          | Joseph Losey                   | Alain Delon, Jeanne Moreau                                         |                    |  |
| Les Naufragés de l'île de la Tortue     | Jacques Rozier                 | Pierre Richard, Maurice Risch                                      |                    |  |
| On aura tout vu                         | Georges Lautner                | Pierre Richard, Jean-Pierre Marielle                               |                    |  |
| L'Ordinateur des pompes funèbres        | Gérard Pirès                   | Bernadette Lafont, Jean-Louis Trintignant                          |                    |  |
| La Première Fois                        | Claude Berri                   | Alain Cohen, Charles Denner                                        |                    |  |
| Police Python 357                       | Alain Corneau                  | Yves Montand, Simone Signoret                                      | Policier           |  |
| Si c'était à refaire                    | Claude Lelouch                 | Catherine Deneuve, Anouk Aimée, Charles Denner , Francis Huster    |                    |  |
| Silence... on tourne !                  | Roger Coggio                   | Élisabeth Huppert, Roger Coggio                                    | comédie            |  |
| Un éléphant ça trompe énormément        | Yves Robert                    | Jean Rochefort, Claude Brasseur, Guy Bedos, Victor Lanoux          |                    |  |
| Une vraie jeune fille                   | Catherine Breillat             | Marie-Hélène Breillat, Charlotte Alexandra                         |                    |  |
| Les vécés étaient fermés de l'intérieur | Patrice Leconte                | Jean Rochefort, Coluche                                            | comédie            |  |
| La Victoire en chantant                 | Jean-Jacques Annaud            | Jean Carmet, Jacques Dufilho                                       | comédie dramatique |  |